# 和泉守兼定
和泉守兼定(平假名: いずみのかみ かねさだ)是日本刀匠與其製作的日本刀名稱。著名的和泉守兼定有兩者，一為室町時代美濃國關(今岐阜縣關市)的「之定」，又稱「關兼定」；二為江戸時代末期會津藩的「會津兼定」，又稱「古川兼定」。
因日本流行文化而廣為人知的土方歲三愛刀「和泉守兼定」，則是指「會津兼定」第11代打刀。

## 歷代兼定

### 關兼定
1. 初代（親兼定）
2. 二代（之定、和泉守兼定）
3. 三代（疋定）

### 會津兼定
1. 初代（孫四郎兼定。另有一說為其父清又衛門）
2. 二代（孫一郎兼定）
3. 三代（孫左衛門兼定）
4. 四代（入道兼定）
5. 五代（數右衛門兼定）
6. 六代（近江兼定）
7. 七代（治太夫兼定）
8. 八代（近江兼定）
9. 九代（与惣右衛門兼定）
10. 十代（業蔵兼定、近江兼氏）
11. 十一代（友弥兼元、和泉守兼定）

## 著名持有人

### 關兼定
- 武田信虎
- 津田信澄
- 柴田勝家
- 明智光秀
- 池田恆興
- 細川藤孝
- 細川忠興
- 黒田長政
- 森長可[1][2]

### 會津兼定
- 土方歲三